# Smithville, Texas
Smithville är en ort i Bastrop County nära Coloradofloden i Texas. Vid 2020 års folkräkning hade Smithville 3 922 invånare.